# Friedrich Fehér
Pour les articles homonymes, voir Feher et Weiß.
Friedrich Weiß, connu sous le nom de scène Friedrich Fehér, écrit le plus souvent Friedrich Feher (né le 16 mars 1889 à Vienne, en Autriche-Hongrie et mort le 30 septembre 1950 à Stuttgart) est un acteur et réalisateur autrichien. Son plus célèbre rôle fut celui de Franz dans Le Cabinet du docteur Caligari, chef-d'œuvre  du cinéma expressionniste allemand.

## Biographie
Friedrich Fehér fut l'époux de l'actrice autrichienne Magda Sonja.

## Filmographie partielle
- 1911 : Opfer der Schande
- 1912 : Theodor Körner
- 1912 : Das Kloster von Sendomir
- 1913 : Emilia Galotti
- 1913 : Das Blutgeld
- 1913 : Kabale und Liebe
- 1913 : Stürme
- 1913 : Die Räuber
- 1914 : Alexandra
- 1915 : Der Schuß im Traum
- 1916 : Du sollst nicht richten
- 1916 : Die Räuberbraut
- 1916 : Lebenswogen
- 1917 : Das neue Leben
- 1919 : Bergblume
- 1919 : Der unsichtbare Gast
- 1920 : Le Cabinet du docteur Caligari de Robert Wiene
- 1920 : Die drei Tänze der Mary Wilford
- 1920 : Die rote Hexe
- 1920 : 'Die Tänzerin Marion
- 1920 : Marionetten des Teufels
- 1921 : Carrière
- 1921 : Das Haus ohne Tür und Fenster (titre alternatif : Das Haus des Dr. Gaudeamus)
- 1922 : Die Geburt des Antichrist
- 1922 : Die Memoiren eines Mönchs
- 1923 : Les Contes d'Hoffmann (Hoffmanns Erzählungen) de Max Neufeld
- 1924 : Die Kurtisane von Venedig
- 1924 : Das verbotene Land
- 1924 : Ssanin
- 1926 : Der Rosenkavalier
- 1926 : Das graue Haus
- 1926 : Verbotene Liebe
- 1927 : Mata Hari de Friedrich Fehér
- 1927 : Die Geliebte des Gouverneurs
- 1927 : Maria Stuart
- 1928 : Sensations-Prozess
- 1928 : Hotelgeheimnisse
- 1931 : Ihr Junge
- 1932 : Loup-garou (Gehetzte Menschen) de Friedrich Fehér
- 1937 : La Symphonie des brigands (The Robber Symphony) de Friedrich Fehér
- 1938 : Ave Maria de Johannes Riemann
- 1943 : Jive Junction (en) d'Edgar G. Ulmer

## Source de la traduction
- (de) Cet article est partiellement ou en totalité issu de l’article de Wikipédia en allemand intitulé « Friedrich Fehér » (voir la liste des auteurs).